# Район 7 (Хошимин)
Район 7 (вьетн. Quận 7) — городской район Хошимина, столицы Вьетнама. По состоянию на 2010 год в районе проживало 274 828 человек. Площадь района составляет 36 км².
Район 7 соединён с городом Тхудык мостом Фуми, который открылся в сентябре 2009 года. Новый город Фумихынг расположен в этом районе.

## Администрация
Район 7 состоит из 10 кварталов:
| - Биньтхуан - Фуми - Футхуан - Танхынг - Танкиенг | - Танфонг - Танфу - Танкуй - Тантхуандонг - Тантхуантай |

## Образование

### Начальные школы
| №  | Название школы                |
| -- | ----------------------------- |
| 1  | Начальная школа Фудонг        |
| 2  | Начальная школа Дангтхуитрам  |
| 3  | Начальная школа Левантам      |
| 4  | Начальная школа Чанкуоктоан   |
| 5  | Начальная школа Тантхуан      |
| 6  | Начальная школа Вотхисау      |
| 7  | Начальная школа Луонгвинь     |
| 8  | Начальная школа Кимдонг       |
| 9  | Начальная школа Нгуенванхуонг |
| 10 | Начальная школа Фамхуулау     |
| 11 | Начальная школа Нгуентхидинь  |
| 12 | Начальная школа Танкуй        |
| 13 | Начальная школа Футхуан       |
| 14 | Начальная школа Лекуйдон      |
| 15 | Начальная школа Фумай         |
| 16 | Начальная школа Фанхуутук     |
| 17 | Начальная школа Диньболинь    |
| 18 | Начальная школа Леаньсуан     |

### Средние школы
| № | Название школы              |
| - | --------------------------- |
| 1 | Средняя школа Нгуенхиэн     |
| 2 | Средняя школа Чанкуоктуан   |
| 3 | Средняя школа Хюиньтанпхат  |
| 4 | Средняя школа Хоангкуоквиэт |
| 5 | Средняя школа Нгуентхитхап  |
| 6 | Средняя школа Фамхуулау     |
| 7 | Средняя школа Нгуенхуутхо   |

### Университеты
- Университет RMIT во Вьетнаме имеет кампус в Танфонге[2]. RMIT — университет, расположенный в Мельбруне (Австралия), имеющий несколько кампусов во Вьетнаме, в которых обучается около 7000 студентов[3].
- Университет Тондыктханг.